# Nadine Ernsting-Krienke
Nadine Ernsting-Krienke (* 5. Februar 1974 in Telgte) ist eine ehemalige deutsche Hockeyspielerin.
Sie war mit 360 Länderspielen bis 31. August 2010 deutsche Rekordnationalspielerin. Sie errang bei Olympischen Spielen eine Goldmedaille (Athen 2004) und einmal Silber (Barcelona 1992). Zu ihrer Medaillensammlung gehört noch eine Bronzemedaille bei Weltmeisterschaften (WM) und je zwei Silber- und Bronzemedaillen bei Europameisterschaften (EM). Bei der Champions Trophy erreichte sie mit der deutschen Nationalmannschaft vier zweite und zwei dritte Ränge.
In der Halle gewann sie mit Deutschland einmal die WM und zweimal die EM.
Für ihre sportlichen Erfolge erhielt sie am 16. März 2005 das Silberne Lorbeerblatt.
In der Bundesliga spielt sie von 1989 bis 2015 für Eintracht Braunschweig. Nationale Titel erreichte sie nicht.
Bei der Wahl zum Sportler des Jahres wurde sie 2004 mit der Hockey-Nationalmannschaft zur Mannschaft des Jahres gewählt.